# Cardinham
Cardinham is een civil parish in het Engelse graafschap Cornwall. In 2001 telde het dorp 588 inwoners.